# Свен Міксер

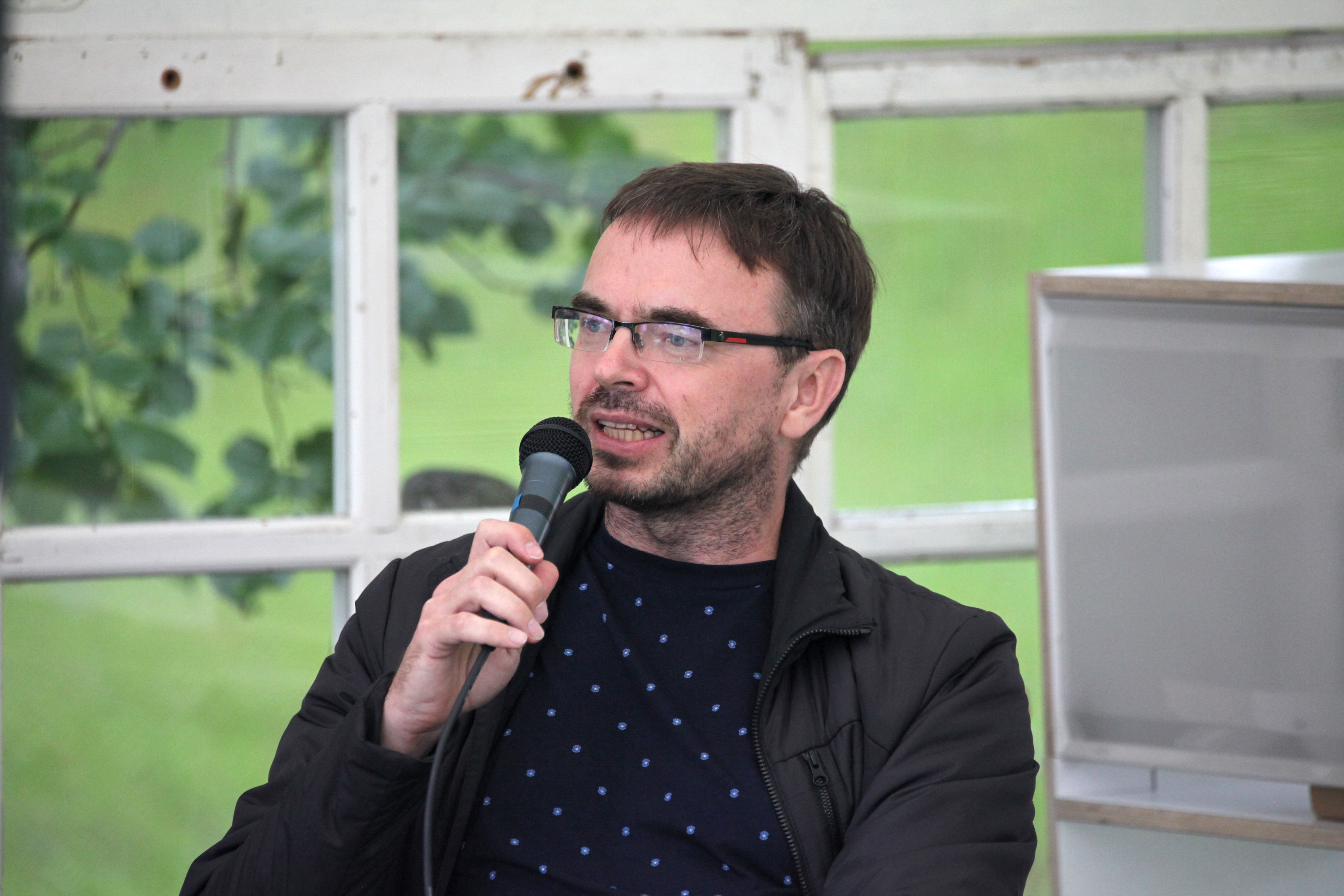
Свен Міксер (2021)

Свен Міксер (ест. Sven Mikser; нар. 8 листопада 1973, Тарту, Естонська РСР, СРСР) — естонський державний діяч, екс-міністр оборони Естонії в уряді Сііма Калласа (2002–2003), голова Соціал-демократичної партії Естонії (з 16 жовтня 2010).

## Освіта
- 1992–1996 — Тартуський університет, факультет англійської мови та літератури.

## Кар'єра
- 1996–1999 — помічник у відділі германської та романської філології Тартуського університету.
- 1998–1999 — політичний секретар Центристської партії Естонії.
- 1999–2002 — депутат Рійгікогу (Парламенту Естонії) IX скликання.
- 2002–2003 — міністр оборони Естонії.
- 2003–2007 — депутат Рійґікоґу X скликання.
- 2007–2011 — депутат Рійґікоґу XI скликання.
- З 2011 — депутат Рійґікоґу XII скликання.

16 жовтня 2010 на загальнопартійної з'їзді Соціал-демократичної партії Естонії обраний її головою, отримавши майже в три рази більше голосів, ніж його головний конкурент Юрі Пігл — 309 проти 124.